# 有馬頼元
有馬 頼元（ありま よりもと）は、筑後久留米藩の第4代藩主。久留米藩有馬家5代。

## 生涯
承応3年（1654年）2月25日、第2代藩主・有馬忠頼の次男として生まれる。寛文8年（1668年）に兄で第3代藩主であった有馬頼利が死去したため、その養子として家督を継ぎ、従四位下・中務大輔に叙位・任官される。このとき、父の養子で頼元の養弟に当たる有馬豊祐に1万石を分知して松崎藩を立藩させている。
藩政では、新田開発や治水工事に尽力した。しかし凶作や暴風雨が相次いで飢饉が連年のように起こり、藩の財政が悪化して家臣から上米を行なったり、元禄15年（1702年）からは年貢増徴を行なっている。元禄8年（1695年）に侍従に遷任された。
宝永2年（1705年）7月20日に死去した。享年52。跡を長男・頼旨が継いだ。

## 系譜
- 父：有馬忠頼（1603-1655）
- 母：貞昌院 - 神保氏
- 養父：有馬頼利（1652-1668）
- 正室：玉蓮院 - 松平綱隆の娘
- 継室：定姫、瑞竜院 - 徳川光友の娘、広幡忠幸の娘
- 側室：小野氏
  - 次男：有馬頼旨（1685-1706）
  - 女子：松平基知正室
  - 女子：酒井忠音正室
- 側室：大野氏
  - 女子：宗義方正室
  - 女子：本庄資訓正室